# Mudan (Pingtung)
Mudan (chinesisch 牡丹鄉, Pinyin Mǔdān Xiāng, W.-G. Mu3-tan1 Hsiang1, Pe̍h-ōe-jī Bó͘-tan-hiong) ist eine Landgemeinde im Landkreis Pingtung auf Taiwan (Republik China).

## Lage
Mudan liegt nahe der Südspitze an der Ostküste der Insel Taiwan. Das Gemeindegebiet liegt im Bereich der südlichen Endausläufer des Taiwanischen Zentralgebirges. Höchste Erhebung ist der an der Westgrenze zur Nachbargemeinde Shizi gelegene, 1062 Meter hohe Lilongshan (⾥⿓⼭). Das Terrain ist durch relativ steil aufragende, dicht bewaldete Berge und schmale Täler gekennzeichnet. Im Gemeindegebiet von Mudan münden die drei kleinen Flüsse Youmudan (有牡丹溪,  Yǒumǔdānxī), Nüreng (女仍溪,  Nǚréngxī) und Zhushe (竹社溪,  Zhúshèxī) in den Pazifik. Das Klima ist tropisch-heiß (max. 28 ± 3 °C im Juli, 20 ± 4 °C im Januar) und außerhalb der Monsun-Regenzeit im Sommer relativ trocken. In den Berglagen regnet es jedoch auch häufiger im Winter. Die Taifun-Saison dauert von Oktober bis April.
Die Nachbargemeinden sind Shizi und Daren (Landkreis Taitung) im Norden, Checheng im Südwesten und Manzhou im Südosten.

## Geschichte
Die ursprünglichen Bewohner der Gegend waren austronesische indigene Ethnien. Ab dem 19. Jahrhundert begann die Einwanderung von Han-Chinesen. Aus dieser Zeit rührt der chinesische Name Mudan, was übersetzt „Pfingstrose“ bedeutet. Der Ort wurde bekannt durch den „Mudan-Zwischenfall“ im Dezember 1871, bei dem gestrandete schiffbrüchige Fischer von den Ryukyu-Inseln von den ansässigen Paiwan getötet wurden, was in der Folge im Jahr 1874 zu einer militärischen Strafexpedition Japans nach Taiwan führte. Nachdem die Insel Taiwan 1945 an die Republik China gekommen war, wurde 1950 der Landkreis Pingtung eingerichtet und Mudan wurde zu einer Landgemeinde (鄉,  Xiāng). Seit 2014 genießt Mudan einen Sonderstatus als „Berglandgemeinde der Ureinwohner“, in der die Sprachen und Kulturen der indigenen Völker Taiwans eine besondere Förderung erfahren sollen.

## Bevölkerung
Ende 2017 gehörten 4628 Personen (92 %) den indigenen Völkern an. Ganz überwiegend handelte es sich um Paiwan.
| Gliederung Mudans                                                                           |
| Maliba 東源村 Smacharn 旭海村 Sinvaujan 牡丹村 Stagi 四林村 Jakachirai 石門村 Kuskus 高士村 |

## Verwaltungsgliederung
Mudan ist in 6 Dörfer (村, Cūn) gegliedert (Namen in der Paiwan-Sprache, mit chinesischen Namen in Transkription und Schrift in Klammern):
- Jakachirai (Shimen, 石門村)
- Sinvaujan (Mudan, 牡丹村)
- Maliba (Dongyuan, 東源村)
- Smacharn (Xuhai, 旭海村)
- Kuskus (Gaoshi, 高士村)
- Stagi (Silin, 四林村).

## Infrastruktur
Es existieren drei größere Straßen: zum einen die Provinzstraße 26, die von Süden kommend direkt an der Küste entlang zieht, dort nach etwa der Hälfte des Küstenabschnitts endet und in die Kreisstraße 199a (199甲) übergeht, die einen Verlauf von der Küste weg ins Landesinnere nimmt und zur Nachbargemeinde Checheng führt. Von der Kreisstraße 199a zweigt die Kreisstraße 199 ab, die eine Verbindung nach Norden zu den Nachbargemeinden Daren und Shizi herstellt. Eine Eisenbahnverbindung besteht nicht.

## Landwirtschaftliche Produkte, Fischerei
In der Küstenebene wird Reis angebaut und werden verschiedene Früchte kultiviert. Angebaut werden Geleefeigen (愛玉子,  Ài yùzi, Früchte der Kletterfeigen-Varietät Ficus pumila var. awkeotsang),  Shiitake-Pilze, Cordia dichotoma (ein Baum, dessen Früchte eingelegt gegessen werden und der Verwendung in der traditionellen chinesischen Medizin findet) und Catjangbohnen.

## Sehenswürdigkeiten und Tourismus
Mudan verfügt über einige Strandabschnitte, ist aber selbst kein ausgesprochenes Touristenziel, sondern besitzt vor allem Bedeutung als Durchgangsstation für Besucher des an der Südspitze Taiwans gelegenen Kenting-Nationalparks, der mit durchschnittlich über 5 Millionen Besuchern jährlich der meistbesuchte Nationalpark Taiwans ist.

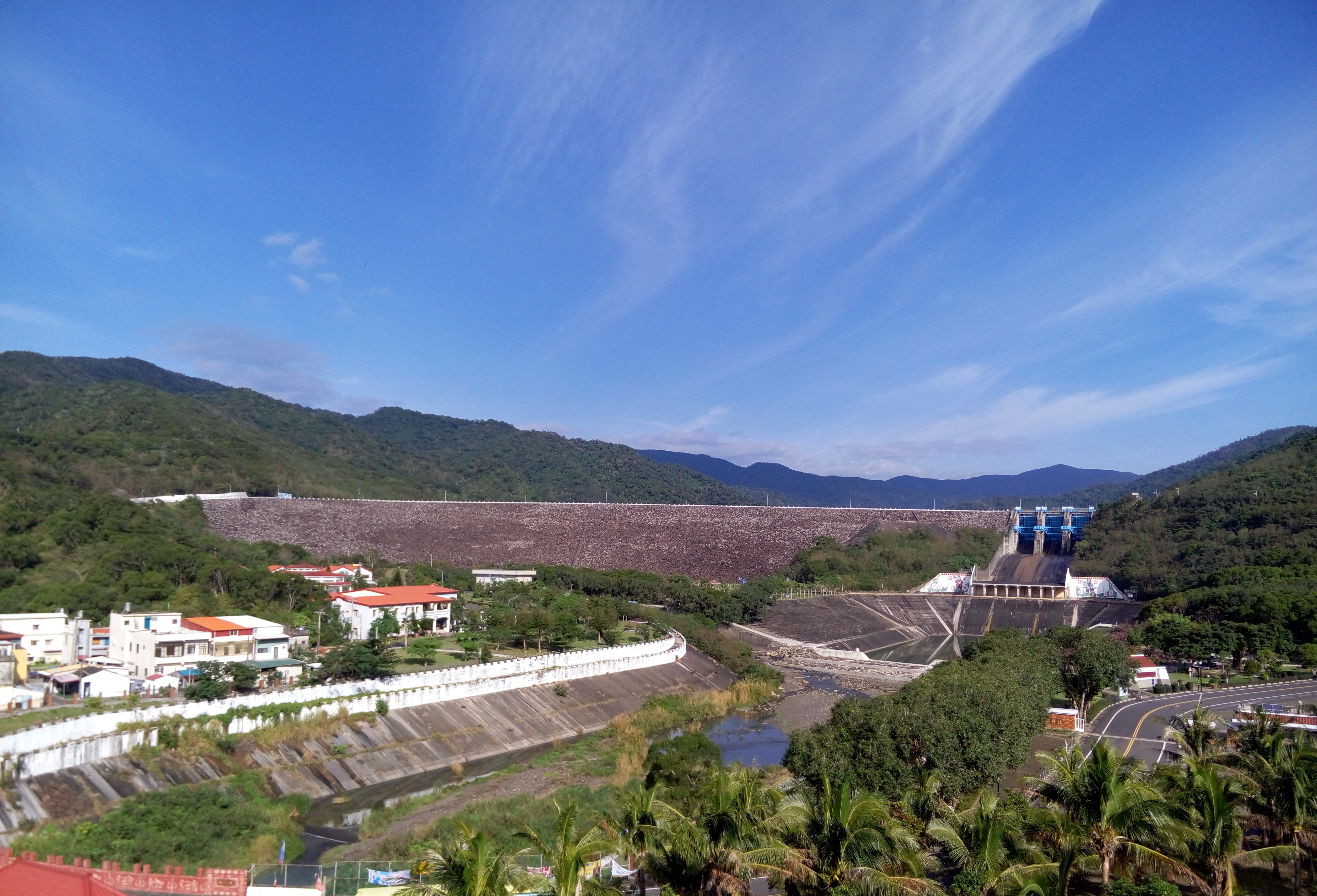
Mudan-Staudamm und Speicherbecken
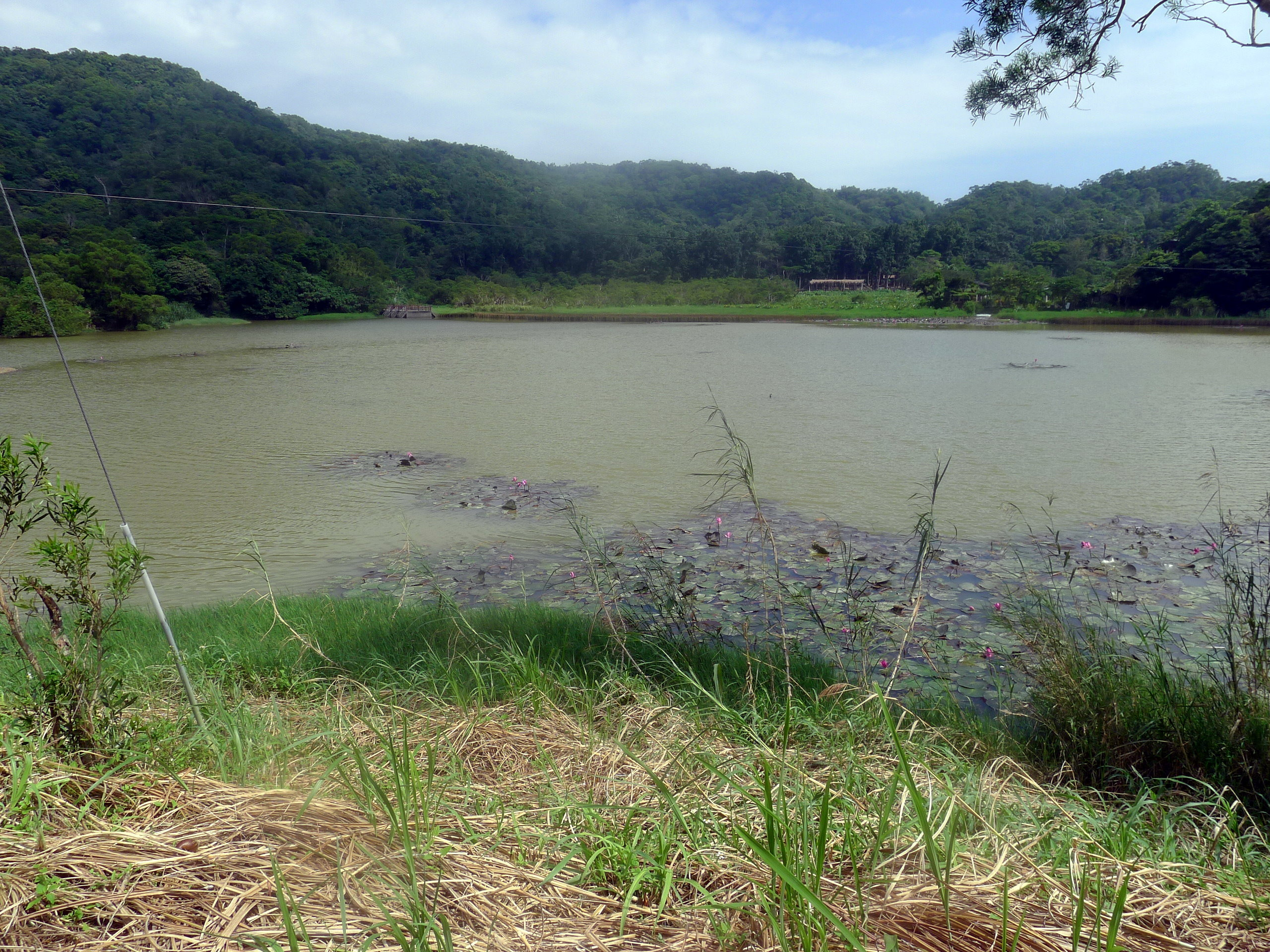
Im Donyuan-Feuchtgebiet
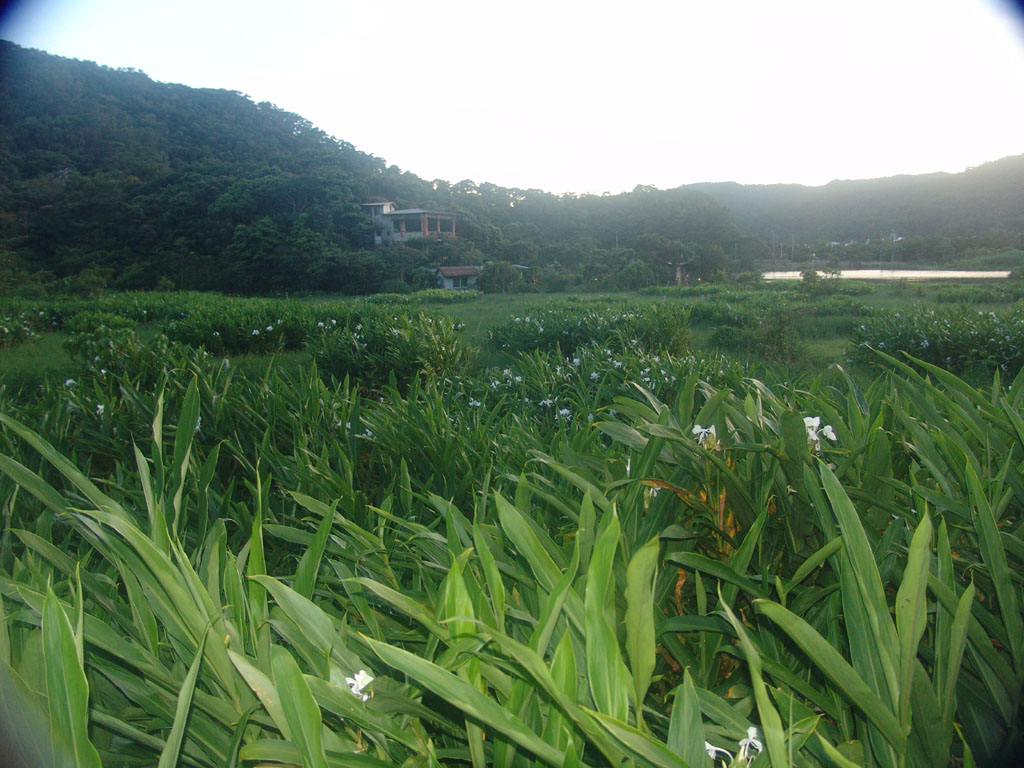
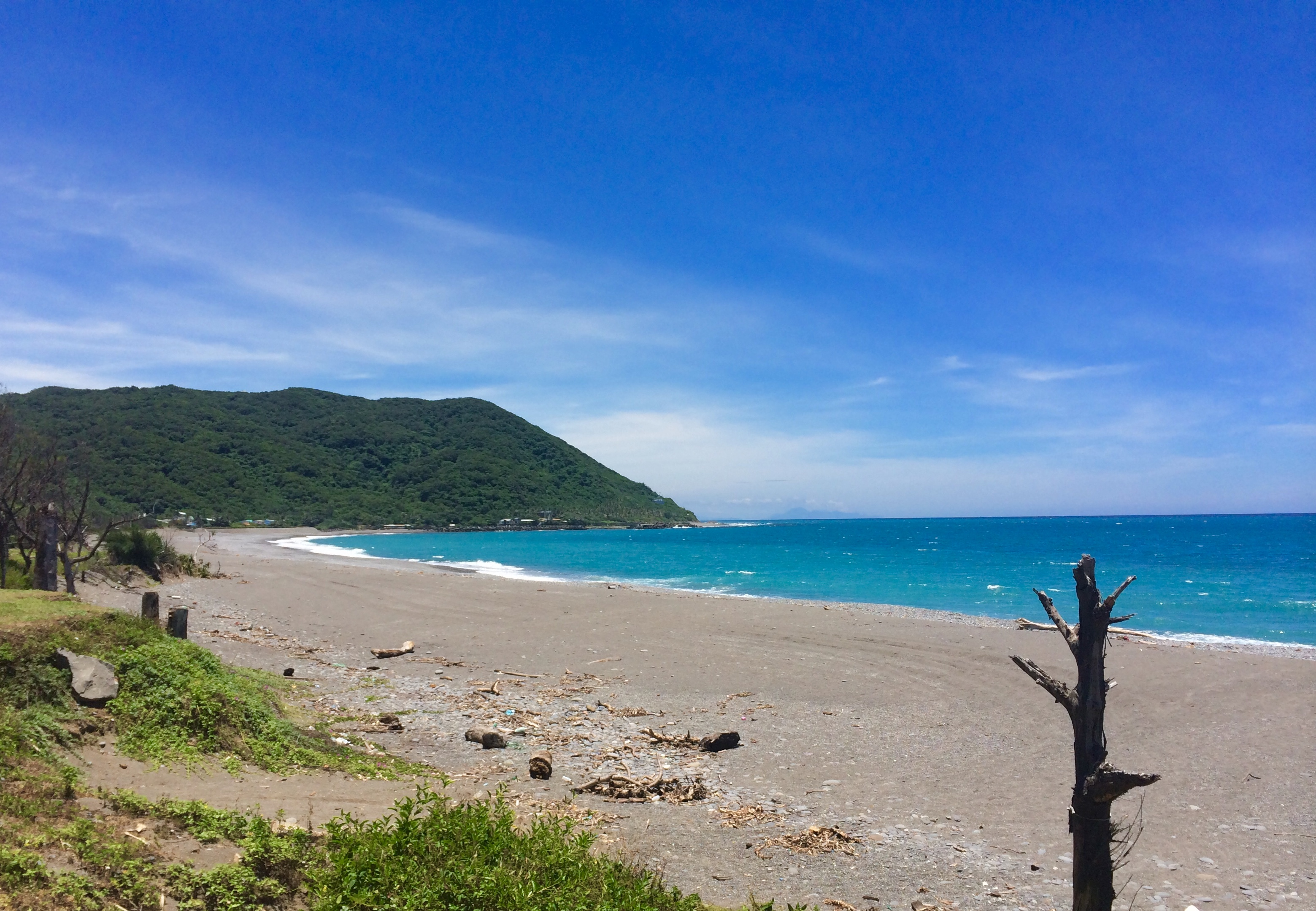
Küste im Xuhai-Guanyinbi-Naturreservat (旭海觀音鼻自然保留區)